# Peter Fredberg
Peter Fredberg, født 18. maj 1945 i Struer, er en dansk sportsjournalist .
Peter Fredberg blev student fra Aalborghus Statsgymnasium 1964. To dage efter studentereksamen startede han som journalistelev på  Svendborg Avis' Faaborg-redaktion. Han gjorde militærtjeneste 1967-69 som sergent og var journalist på Fyns Tidende 1969-70. Har været på BT siden 1. oktober 1970, hvor han har ishockey, atletik og motion som hovedstofområder. Han har været udsendt til elleve olympiske lege og blev udnævnt til Årets Sportsjournalist 1987. 
Peter Fredberg fik Dansk Atletik Forbunds Belønningsmedalje, DBTUs Guldnål og æresmedlem af Virum-Sorgenfri Bordtennisklub.
Peter Fredberg var 1975-2017 været i løbsledelsen for Eremitageløbet, løbet 122 maratonløb, 
Han har vundet Aalborgmesterskabet i bordtennis og spillet flere end 300 divisionskampe for Aalborg, Faaborg, Svendborg og Virum-Sorgenfri. Har vundet 19 danske veteranmesterskaber i bordtennis og to danske juniormesterskaber i cricket med Aalborg Chang. Er tidligere bestyrelsesmedlem i Danske Rejsejournalister.  
Har skrevet "Verdens hurtigste spil" og "Bordtennis".
Peter Fredberg stoppede på BTs sportsredaktion 1. oktober 2015 efter 45 år, men fortsætter på BT med Eremitageløbet, BT Halvmarathon og motionsstoffet generelt.